# Двама бащи, двама синове
„Двама бащи, двама синове“ (на руски: Два отца́ и два сы́на) е руски комедиен сериал (ситком) от телевизионната компания Yellow, Black and White. Разказва за живота на семейство, състоящо се от трима души — дядо, баща, внук (в 3 сезон се появява още един син). Излъчва се по телевизия СТС от 21 октомври 2013 година до 7 септември 2016 година. Режисьор на сериала е Рада Новакова.

## Сюжет
Павел Гуров – звезда от телевизионния сериал „Майор Лавров“, „Доктор Макаров“, успешен актьор, женкар, богат човек, живеещ в огромен пентхаус апартамент в Москва, който прекарва времето си в развлечения. Въпреки това, всичко се променя, когато идва от Брянск синът му Виктор (психолог, който Павел е изоставил преди 20 години, заминавайки за Москва с цел да стане актьор) и внукът му Влад (който Гуров никога не е виждал).
Виктор – неудачник и скучен. Поради това, а също и заради мечтата на жена му да стане актриса, тя го е напуснала. Той я последва в Москва. Прави опити да се събере с нея, но безуспешно. Остава да живее заедно със сина си Влад у баща си Павел.
Ситуацията се утежнява, когато майка му идва от Брянск – безскрупулна и властолюбива жена, бившата съпруга на Гуров и бива назначена в Министерството на образованието.
В третия сезон, Павел Гуров се премества в къща и открива, че той има още един син – Дима. За разлика от Витя, Дима е наследил от баща си качествата на изобретателност и хитрост. Гуров губи популярността си – сериалът „Майор Лавров“, в който той участва, е прекратен и не е поканен в нови достойни проекти.

## Актьорски състав
- Павел Михайлович Гуров (Дмитрий Нагиев) – професионален актьор, разведен, обичащ живота (сезон 1–3)
- Виктор Павлович Тетерин (Максим Студеновски) – психолог, разговорлив и тактичен, син на Павел (сезон 1–3)
- Владислав Викторович Тетерин (Илия Костюков) – ученик, син на Виктор (сезон 1–3)
- Анна Фьодоровна Тетерина (Виктория Лукина) – бивша съпруга на Виктор и майка на Влад (сезон 1–3)
- Дмитрий Павлович (Сергей Чирков) – втория син на Павел (сезон 3)
- Вера Владимировна Тетерина (Анна Якунина) – бивша жена на Гуров, майка на Виктор и баба на Влад (сезон 1,2)
- Маргарита Руфимовна Циберман (Алика Смехова) – директор на Гуров, иска той да получава важни роли, но често се проваля заради неговия сложен характер (сезон 1–3)
- Кира Владимировна (Галина Петрова) – режисьор на телевизионния сериал „Майор Лавров“ (сезон 1–3)
- Юлия Петровна (Юлия Подозьорова) – училищен психолог (сезон 2)
- Инга Виталиевна Городец (Анна Невская) – съседка на Павел Гуров, телевизионна водеща, не е омъжена и има дъщеря Варя (сезон 3)